# 마이클 골든버그
마이클 골든버그(Michael Goldenberg, 1965년 1월 18일 ~ )는 미국의 극작가, 각본가, 영화 감독이다.

## 참여 작품
- 미스터 플라워
- 콘택트 (영화)
- 피터 팬 (2003년 영화)
- 해리 포터와 불사조 기사단 (영화)
- 그린 랜턴: 반지의 선택